# Siret (rivière)
Ne doit pas être confondu avec Seret.
Pour les articles homonymes, voir Siret.
Le Siret est une rivière coulant dans l'ouest de Ukraine et dans le nord-est de la Roumanie (dans la région de Moldavie), affluent de la rive gauche du Danube.

## Hydronymie
Le Siret s'appelle Серет (Seret) en ukrainien, Сирет (Siret) en russe, Szeret en hongrois, Hierasus en latin ; il était entré en français sous la forme traditionnelle Sereth tirée du hongrois et de l'ukrainien, mais les dictionnaires français n'ont eu aucun mal à passer à la forme Siret (usitée sur 90 % de sa longueur) alors que pour le Prut, entré en français sous la forme traditionnelle Prout, les mêmes dictionnaires préfèrent garder l'ancienne forme, pour la plus grande hilarité des écoliers francophones, refusant la forme roumaine/moldave Prut (usitée sur 78 % de sa longueur).

## Géographie
Le Siret est une rivière qui prend sa source à 1 238 m d'altitude dans les Carpates orientales extérieures, coule en direction du nord-est puis l'est à travers le plateau moldave en Bucovine en Ukraine (oblast de Tchernivtsi), ensuite vers le sud-est et le sud en Roumanie, traversant les judete de Suceava, de Botoșani, de Iași, de Neamț, de Bacău, de Vrancea sur 470 km avant de rejoindre le Danube en amont de Galați, dans le județ de Galați.
Il traverse la ville de Storojynets en Ukraine, entre en Roumanie à quelques kilomètres de Siret et passe ensuite par Vârfu Câmpului, Pașcani, Roman, Bacău, Adjud, Mărășești, Tecuci et Galați.

## Hydrographie
Les principaux affluents du Siret sont sur la rive droite :
- la Suceava ;
- la Șomuzul Mare ;
- la Moldova ;
- la Bistrița ;
- le Trotuș ;
- la Șușița ;
- la Putna ;
- la Buzău.

et sur la rive gauche:
- la Bârlad.

Le Siret a fait l'objet de plusieurs aménagements (barrages, digues, bassins de retenue) durant la période communiste pour tenter d'éviter les crues fréquentes. Ces aménagements, s'ils ont réduit les inondations, n'ont pu empêcher le Siret de causer la mort de 20 personnes en 2005. Il arrose le parc national de Vyjnytsia en Ukraine.
Le Siret n'est navigable qu'à proximité de sa confluence avec le Danube (en aval de son confluent avec la Bârlad).